# Albert Maysles

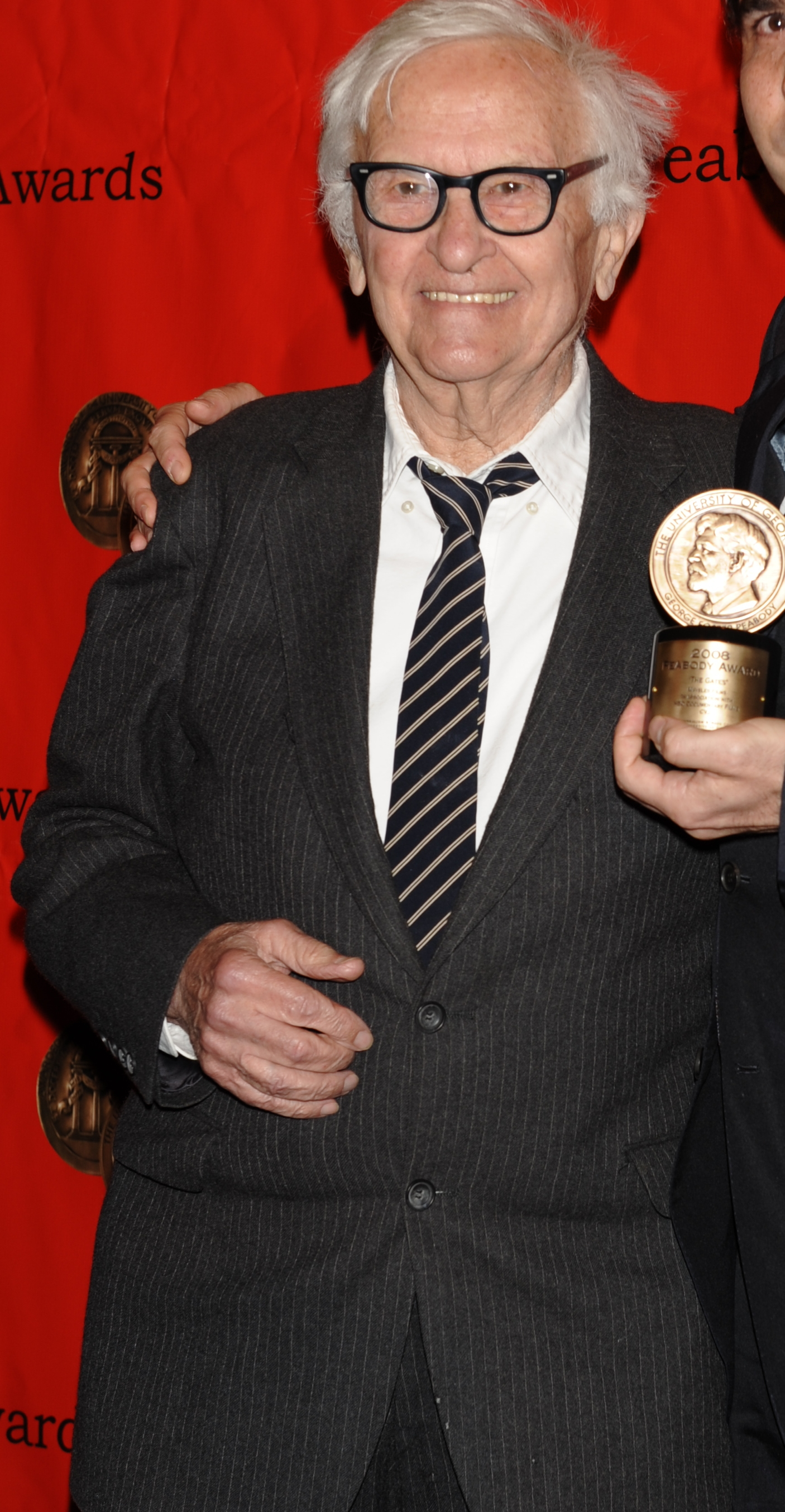
Albert Maysles

Albert Maysles (* 26. November 1926 in Boston, Massachusetts; † 5. März 2015 in New York City) war ein US-amerikanischer Kameramann und Regisseur. Gemeinsam mit seinem Bruder David (1931–1987) gehörte er zu den wichtigsten Dokumentarfilmern der Vereinigten Staaten.

## Leben
Maysles wurde am 26. November 1926 als Sohn jüdischer Einwanderer aus Osteuropa geboren. Er wuchs in Brookline auf. Er absolvierte ein Bachelorstudium an der Syracuse University; im Anschluss nahm er ein Masterstudium an der Boston University auf. Dort war er auch für drei Jahre als Lehrkraft im Bereich der Psychologie tätig.
Maysles begann seine Filmtätigkeit Mitte der 1950er Jahre und war an der Entwicklung des Direct Cinema unmittelbar beteiligt. Sein erstes Filmprojekt fand 1955 statt, als er in Russland Patienten in psychiatrischen Kliniken filmte und darauf ein erster Kurzfilm entstand. Im Anschluss wandte sich Maysles von der Psychologie ab und dem Filmemachen zu. 1965 wurde ihm ein Guggenheim-Stipendium zugestanden.
Er inszenierte Dokumentationen über bekannte Persönlichkeiten wie Marlon Brando und Truman Capote sowie Bands wie den Rolling Stones. Als Kameramann war er an mehr als 65 Film- und Fernsehproduktionen beteiligt. Maysles selbst war u. a. in der Dokumentation Michael Moore Hates America zu sehen. In den 1960er Jahren gründeten die Brüder mit Maysles Films eine eigene Produktionsfirma, die bis heute fortbesteht. Nach dem Tod seines Bruders arbeitete Maysles intensiv mit der Filmemacherin Susan Froemke zusammen, die noch zu Lebzeiten von David zur Firma hinzugekommen war.
Filmaufnahmen aus What’s Happening! The Beatles in the U.S.A., der unter der Regie von Mayles 1964 entstand, wurden in der 2024 veröffentlichten Dokumentation Beatles ’64 verwendet.
Am 5. März 2015 starb Albert Maysles im Alter von 88 Jahren in New York City.

## Auszeichnungen (Auswahl)
- Bei der Oscarverleihung 1974 waren Maysles und sein Bruder für den Oscar in der Kategorie Bester Dokumentar-Kurzfilm nominiert.
- Bei den Internationalen Hofer Filmtagen wurde ihm 1995 eine Retrospektive gewidmet.
- 1998 wurde er mit dem President’s Award der American Society of Cinematographers geehrt.
- Auf dem Sundance Film Festival im Jahr 2001 wurde Maysles in der Kategorie Beste Kamera – Dokumentarfilm für seine Arbeit an dem Kurzfilm Lalee’s Kin: The Legacy of Cotton ausgezeichnet.
- 2013 wurde er in die American Academy of Arts and Sciences gewählt.
- 2013 erhielt er die National Medal of Arts.

## Filmografie (Auswahl)
Als Kameramann
- 1960: Vorwahlkampf (Primary)
- 1963: That’s Me (Kurzfilm)
- 1964: What’s Happening! The Beatles in the U.S.A.
- 1966: Meet Marlon Brando
- 1968: Monterey Pop
- 1968: Salesman
- 1969: Gimme Shelter
- 1985: Horowitz – der letzte Romantiker (Vladimir Horowitz: The Last Romantic)
- 1986: Jimi plays Monterey
- 1991: The Beatles: The First U.S. Visit
- 1994: Umbrellas
- 1996: When We Were Kings
- 2009: South of the Border
- 2014: Iris

Als Regisseur
- 1964: What’s Happening! The Beatles in the U.S.A.
- 1966: Meet Marlon Brando
- 1969: Gimme Shelter
- 1974: Christo’s Valley Curtain
- 1975: Grey Gardens
- 1985: Horowitz – der letzte Romantiker
- 1991: The Beatles: The First U.S. Visit
- 1994: Umbrellas
- 2005: The Gates
- 2014: Iris